# Distrito de Soroti
El Distrito de Soroti es uno de los ochenta distritos que componen Uganda. Posee 2.256,5 km² y 325.522 habitantes, lo que da una densidad de 144,3 habitantes por kilómetro cuadrado.

## Geografía
Comparte fronteras con el Distrito de Kaberamaido, el Distrito de Pallisa, Distrito de Kumi, el Distrito de Katakwi y por último comparte fronteras con el Distrito de Kamuli.
Condados y Sub-Condados:
| Condado | Sub-Condado                                                  |
| ------- | ------------------------------------------------------------ |
| Kasilo  | - Kadungulu - Pingire - Bugondo                              |
| Serere  | - Olio - Kyere - Kateta - Atiira                             |
| Soroti  | - Arapai - Asuret - Kamuda - Katine - Tubur - Gweri - Soroti |

- Datos: Q1091337